# Procope de Moravie
Procope de Moravie (né vers 1355 - † 24 septembre 1405 à Brünn) est le fils cadet du margrave Jean-Henri de Moravie et de sa seconde  épouse Marguerite d'Opava (allemand: Troppau). Il est de 1375 à 1405 margrave Junior de Moravie. La vie de Procope est essentiellement occupée par ses conflits avec son frère Jobst de Moravie et ses cousins le roi de Bohême Venceslas IV et Sigismond de Luxembourg.

## Premières années: 1355-1388
Lorsqu'en 1355 l'empereur et roi de Bohême Charles IV de Luxembourg organise la succession du royaume de Bohême et des pays de la couronne de Bohême en faveur de son frère cadet Jean-Henri de Moravie il n'a encore aucun fils alors que Jean-Henri est déjà  père de trois garçons. Charles IV souhaite établir en Bohême la succession de la maison de  Luxembourg pour la prochaine génération. Entre 1361 et 1370 Charles IV devient à son tour le père de trois fils mais il ne modifie par les dispositions prises initialement pour la partage de son héritage. Le problème de la succession laissé en suspens devient aigu lors de la mort de Jean-Henri de Moravie en 1375. L'Empereur  décide alors de régler sa succession au bénéfice de ses fils, mais il laisse à ses neveux non seulement leur patrimoine de Moravie  mais aussi l'expectative d'une succession en Bohême. le margrave Jean-Henri laisse à ses fils en mourant un pays bien organisé et riche. Le fils aîné Jobst est confirmé comme margrave de Moravie (marchio et dominus Moravie), les cadets Procope et Jean Sobeslav destinés à l'Église, ne reçoivent que le titre de Marquis Juniors (marchiones Moravie iunoris). Ce régime conduit à de violentes tensions entre les fils de Jean-Henri. L'ainé Jobst de la Moravie tente de déposséder ses frères de leur patrimoine et va jusqu'à les obliger par la force à lui céder.
Les hostilités entre la branche tchèque et morave de la maison de Luxembourg  éclatent après la mort de l'empereur († 1378). Les fils et le neveu de Charles IV s'efforcent d'augmenter leur pouvoir personnel et malgré les conventions 
du partage initial d'accroitre leurs possessions sans tenir compte des liens familiaux par des alliances changeantes qui amènent la destruction du schéma initial. Un grave conflit éclate entre le souverain de la Moravie et son cousin Venceslas IV. Dès 1379, Procope se prononce pour le pape Clément VII qui réside à Avignon alors que Venceslas IV se rallie au pape romain Urbain VI.
En 1385,  Sigismond de Luxembourg prétend à la couronne de Hongrie du droit de son épouse Marie Ire de Hongrie et Venceslas IV, Jobst et Procope sont prêts à le soutenir dans la conquête de ce trône. Le 13 juillet 1385 Jobst et Procope avancent à leur cousin  190.000 florins et Sigismond margrave de Brandebourg depuis 1378 leur remet en gage l'Altmark et Prignitz. Toutefois, les États d'Altmark et Prignitz refusent l'hommage à Jobst et à Procope, afin de s'acquitter de sa garantie auprès de ces cousins, Sigismond leur cède alors la zone ouest de Waag dans l'actuelle Slovaquie bien que cette région appartienne au royaume de Hongrie et qu'en 1385 Sigismond n'ait pas le droit de l'engager. Ce détail n'arrête pas les parties et Procope occupe le pays avec ses troupes. Le 13 novembre 1385 il contraint Venceslas IV à lui engager  l'électorat de Brandebourg et ensuite à nommer son plus jeune frère, Jean de Görlitz comme administrateur du Brandebourg.

## Seconde période: 1388-1400
En 1388 Venceslas engage la margraviat de Brandenburg à Jobst de Moravie. Ce dernier institue son frère Procope comme héritier, mais en 1395 il modifie cette clause et  nomme son cousin Sigismond de Luxembourg, héritier. Depuis 1390 deux factions s'opposent dans la maison de Luxembourg. Alors que Jean de Görlitz et Procope de Moravie demeurent globalement loyaux à Venceslas IV. Sigismond et Jobst manœuvrent pour le priver du trône de Bohême. 
Le conflit s'intensifie après l'assassinat en 1393 de Jean de Nepomuk épisode de la lutte du roi contre l'archevêque de Prague Jan z Jenštejna et l'alliance ultérieure entre Sigismond, Jobst et le gouvernement de la noblesse; l'Union seigneuriale mise en place par Henri de Rosenberg. Même si après la mort de Jean de Görlitz, le soutien du duc bavarois  Frédéric incite Procope à trouver des alliés pour Venceslas en Silésie et en Poméranie, l'union de l'alliance de la noblesse avec  Jobst de la Moravie contre Venceslas entraine un affaiblissement considérable de la position du roi en Bohême.
En 1396, Sigismond de Luxembourg roi effectif de Hongrie depuis 1387 est écrasé avec son armée de chevaliers lors de la bataille de Nicopolis par les troupes turques du Sultan Bayezid Ier. Procope se trouve alors dans le nord de la Haute-Hongrie (l'actuelle Slovaquie du nord) et occupe plusieurs châteaux. Après la mort de Jean de Görlitz, Venceslas avait dû céder à son cousin Jobst le duché de Görlitz et la Haute-Lusace. Le margrave de Moravie déjà doté du Brandebourg et du Luxembourg depuis 1388 montre peu d'empressement à se soumettre au faible roi Venceslas. L'assassinat en juin 1397 de quatre fonctionnaires royaux réticents aux exigences de la noblesse entraîne les années suivantes des affrontements militaires entre Procope et son frère Jobst, qu'il accuse d'être le principal responsable de ces meurtres. Les conflits des deux frères, la querelle privée de Procope avec l'évêque d'Olomouc et la noblesse contre la couronne de Bohême conduisent à une déstabilisation politique de la Bohême et à l'affaiblissement de la position de la maison de Luxembourg. La faiblesse maintenant évidente de Venceslas, roi de Bohême, ébranle sa position de roi des Romains et renforce l'opposition des électeurs qui désormais se préparent à le déposer. Les Luxembourg demeurent divisés, Jobst, Procope et Sigismond se combattent alors pour acquérir la suprématie en Lusace.

## Dernière période: 1400-1405
La déchéance de Venceslas de son titre de  roi des Romains en 1400 accélère le règlement du conflit armé en Lusace. les deux frères avec la noblesse de Bohême et Guillaume Ier de Misnie assiègent en 1401 Prague où Vencesals s'est retranché après sa déposition. Venceslas réussit à mettre ses cousins de son côté, en accordant la Lusace à Jobst et à Procope une grosse somme d'argent ce qui aplanit leur différend. Procope reçoit ensuite les duchés Świdnica et Jawor en Silésie et le comté de Glatz, en échange de ses biens moraves.
Désormais alliés de ses cousins Venceslas envisage d'entreprendre son voyage à Rome pour se faire tardivement couronner avec l'accord de Sigismond. Procope tente de son côté de conclure une alliance étroite avec le roi Robert de Palatinat, puis essaie de servir de médiateur entre Venceslas et le Palatin. La situation politique change de nouveau après l'arrestation le 6 mars 1402 de Venceslas par Sigismond qui l'envoie  en résidence surveillée à Vienne. Robert de Palatinat tente de s'attacher les deux margraves de Moravie. Il promet à Jobst la couronne de Bohême et propose à Procope la totalité du Margraviat de Moravie et son aide militaire contre Sigismond. Ce dernier réagit, assemble des troupes en Bohême et en Moravie contre Procope puis l'assiège le 18 juin 1402 dans le château de Bösig. Malgré la promesse d'un sauf-conduit Procope est arrêté et interné à Bratislava. Venceslas  réussit le 11 novembre 1403 à s'évader de son emprisonnement autrichien. Il reprend le pouvoir en Bohême et nomme son frère comme régent. Sigismond est accaparé  pars ses luttes en Hongrie et Procope remis en liberté en février 1404. À partir de juillet 1404  Sigismond et les deux ducs autrichiens Albert IV et Ernest  interviennent en Moravie, mais à la suite d'une épidémie de dysenterie l'armée doit abandonner le siège de Znojmo après la mort subite d'Albert IV et la campagne prend fin prématurément. Pendant ce temps Procope et Jobst se sont une nouvelle fois réconciliés avec Vencesals et ont signé le pacte de succession Habsbourg-Luxembourg, qui prévoit que la Bohême en cas d'extinction de sa lignée de Luxembourg doit revenir aux Habsbourg.
Le 24 septembre 1405 Procope meurt célibataire et sans enfant à Brno (Brünn) en Moravie. Son corps est inhumé à la chartreuse de Königsfeld fondé par son père en 1375. Son frère Jobst hérite de la totalité du margraviat de Moravie et la situation politique en Bohême et en Moravie s'est pour un temps calmée. Jobst consolide sa domination en Moravie, en Lusace et dans le Brandebourg et soutient désormais Venceslas dans la lutte contre Sigismond de Luxembourg.